# Зозуля Олександр
Олекса́ндр Зозу́ля (1907-?) — український прозаїк, гуморист, журналіст.

## З біографії
Народ. 17 листопада 1907 р. у с. Святошино на Київщині (тепер район м. Києва) у родині військового, закінчив двокласне земське училище. Навчався в Харківському
інституті журналістики, але не закінчив його через арешт. Був засланий. У 30-х рр. редагував у Воронежі літературну сторінку газети «Ленінський шлях», входив до української секції РАПП. У 1934 р.повернувся до Києва. З 1936 р. завідував відділом газети «Радянська торгівля».
На початку Другої світової війни був мобілізований, але потрапив до в'язниці. У січні 1942 р.
звільнився, у 1943 р. прибув до Львова, емігрував спочатку до Австрії, потім до Німеччини. Був у
складі редакції «Українських вістей». З 1945 р. мешкав у Детройті (США), працював на заводі
Форда до виходу на пенсію (1973).
У 1992 р. приїздив в Україну. Жив у Канаді. Член організації ОУП «Слово».

## Творчість
Автор збірки оповідань «Великий знак запитання» (1932), збірки гуморесок «Рябі штани» (1943),
«Без жартів» (1975), повісті «Під чужим прізвищем» (1987), спогадів
«Слідами подій» (1987).
Окремі видання:
- Зозуля О. Без жартів. Гумористичні оповідання. — Детройт, 1975. — 95 с.
- Зозуля О. Зупиніть літак // Слово. Збірник 3. — Нью-Йорк: ОУП, 1968. — С. 192–198.
- Зозуля О. Кров предків. Фрагмент з повісті «Ми» // Слово. Збірник 7. — Едмонтон, 1978. — С.94-104.
- Зозуля О. Одруження (жарт) //Слово. Збірник 9. — Едмонтон: ОУП «Слово», 1981. — С. 149–159.
- Зозуля О. Під чужим прізвищем. Повість. — Детройт, 1987. −140 с.
- Зозуля О. Поїзд іде на схід //Слово. Збірник 11. — Б. м.: ОУП «Слово», 1987. — С. 83-94.
- Зозуля О., Терпкий О. Слідами подій. Спогади. — Детройт: б.в.,1987. — 43 с.